# 石高山
石 高山（せき こうざん）は、モンゴル帝国に仕えた将軍の一人。

## 概要
石高山の父のクルク（忽魯虎）はチンギス・カンに使えて河北平定に尽力した人物で、第2代皇帝オゴデイの治世には東昌・広平に40戸を与えられたため、広平に居住するようになっていた。石高山は1260年（中統元年）にクビライが即位するとこれに仕えるようになり、1262年（中統3年）には先帝モンケによって解体されていたタンマチを再編成するよう上奏した。この上奏を受け入れたクビライによって タンマチは再編成され、石高山はその一部を率いるようになった。1263年（中統4年）には管軍総管として息州に赴任し、軍令を厳しくしたため4年に渡って息州の治安は安定したという。
1271年（至元8年）からは南宋遠征に従軍し、石高山は光州・棗陽及び襄陽・樊城の戦いなどに功績を挙げた。1273年（至元10年）にはアジュにしたがって淮河一帯を進み、翌年には江南に入り、顕武将軍に昇格となった。1275年（至元12年）には丞相バヤンの命によって寧国を攻略したが、略奪を厳しく禁じさせたという。その後は焦山方面に向い、宋将の孫虎臣・張世傑らと100里あまりに渡って転戦し、これらの功績によって信武将軍の号を与えられ高郵に鎮撫することになった。
南宋の平定が終わった後、クビライの下を訪れたバヤンは「痩身ながら善戦する者をがいたが、朕はその名を忘れてしまった」というクビライの問いに対してそれは石高山のことであろうと答え、また石高山の功績を大いに称えた。そこでクビライは石高山を召還して大都に邸宅を与え、軍団の指揮はその息子に委ねさせようとしたが、石高山は「臣の筋力はなお壮健であって、まだ国がため働くことができます。どうして自ら安穏とした生活を選びましょうか」と述べてこの処置を辞退した。石高山の返答を聞いたクビライは改めて顕武将軍の地位を授け、モンゴル高原における駐屯を命じた。後にモンゴル高原東部でナヤン・カダアンの乱が勃発すると石高山も叛乱鎮圧戦に従軍して功績を挙げ、蒙古侍衛親軍都指揮使の地位を授けられた。クビライの死後、オルジェイトゥ・カアン（成宗テムル）が即位すると、石高山が高齢であることを憐れんで鈔300錠を与えて軍団の指揮を息子のココ・ブカに継がせた。その後、1303年（大徳7年）に自宅で石高山は亡くなった。享年76歳であった。